# Le Pian-Médoc
 Le Pian-Médoc  es una población y comuna francesa, situada en la región de Nueva Aquitania, departamento de Gironda, en el distrito de Burdeos y cantón de Blanquefort.

## Demografía
| 967 | 1144 | 1948 | 3481 | 5078 | 5373 |
| Para los censos de 1962 a 1999 la población legal corresponde a la población sin duplicidades (Fuente: INSEE [Consultar]) |      |      |      |      |      |